# 高野坂
高野坂（こうやざか・こやのさか）は、和歌山県新宮市にある王子ヶ浜から三輪崎までの峠道。世界遺産・熊野古道・中辺路の一部である。

## 潮騒が聞こえる海辺の古道
中辺路から本宮大社に至る古道は、鬱蒼とした森林の中を通るが、高野坂は熊野灘の潮騒が聞こえる海沿い古道である。